# Marie Magdalena Antonie z Thun-Hohensteinu
Marie Magdalena Antonie z Thun-Hohensteinu, počeštěně z Thun-Hohenštejna (německy Maria Magdalena Antonia von Thun und Hohenstein, 8. dubna 1684 – 1744) byla česko-rakouská šlechtična z rodu Thun-Hohenštejnů a řeholnice.

## Život
Narodila se jako dcera hraběte Maxmiliána z české linie Thun-Hohenštejnů a jeho druhé manželky Marie Magdaleny rozené princezny z Lichtenštejna.
Dne 8. září 1703 vstoupila do salcburského benediktinského kláštera Nonnberg a přijala řádové jméno Anna Ernestina a corde Jesu. Tam strávila 31 příkladného řeholního života v pokoře a bohabojnosti. 
Byla také velmi dobrou hráčkou na spinet. Nástroj, na který hrála, je uchováván v salcburském muzeu.